# Reserva Natural de Leppoja
A Reserva Natural de Leppoja é uma reserva natural localizada no condado de Viljandi, na Estónia.
A área da reserva natural é de 378 hectares.
A área protegida foi fundada em 2005 para proteger tipos de habitat valiosos e espécies ameaçadas na aldeia de Tohvri (antiga freguesia de Pärsti).